# Pedregal (Boquerón)
Pedregal es un corregimiento del distrito de Boquerón en la provincia de Chiriquí, República de Panamá. La localidad tiene 2.134 habitantes (2010).